# ببخشید (مجموعه تلویزیونی ۱۳۷۵)
ببخشید یک مجموعه تلویزیونی محصول سال ۱۳۷۵ به کارگردانی، نویسندگی رضا کرم‌رضایی  می‌باشد که از شبکه پخش شد.

## بازیگران
- مرتضی احمدی
- محمدعلی ورشوچی
- حسن رضیانی
- رابعه اسکویی
- رضا کرم‌رضایی
- علی‌اصغر گرمسیری
- علی عمرانی
- فریبا متخصص
- محسن آراسته
- مهری ودادیان
- مهوش رحیمی
- نعمت‌الله گرجی